# Zbigniew Kustrzyński
Zbigniew Kustrzyński (ur. 18 września 1911 w Moskwie, zm. 9 września 1996 w Montrealu) – polski lotnik okresu II wojny światowej.

## Życiorys
Kustrzyński ukończył naukę w Państwowej Szkole Włókienniczej w Łodzi (1930) i pracował jako kierownik działu farbiarskiego w łódzkiej fabryce włókienniczej. W 1934 wstąpił do wojska gdzie odbył kurs pilotażu i latał w barwach 1 Pułku Lotniczego. Uczestniczył w kampanii wrześniowej jako oficer taktyczny Zgrupowania Myśliwskiego 1 Pułku Lotniczego. Do Anglii przedostał się przez Rumunię i Francję. Początkowo służył w RAFVR w styczniu 1940, początkowo odbywał szkolenia w 15 Elementary Flying Training School w Carlisle, następnie w 6 Operational Training Unit w Sutton Bridge. y 1 września 1940 przeniesiony do 111 dywizjonu RAF w Debden i 14 września 1940 do 607 dywizjonu RAF w Tangmere. 12 listopada 1940 dołączył do Dywizjonu 303 w Leconfield.
Pilotując samolot Supermarine Spitfire Vb AB824 zestrzelił 2 samoloty Focke-Wulf Fw 190. Sam został zestrzelony w 1942 podczas walk nad Francją i dostał się do niemieckiej niewoli. W lutym 1945 podczas ewakuacji obozu jenieckiego w Żaganiu uciekł z obozu. Po 2 tygodniach od ucieczki natrafił na Armię Czerwoną, do której został wcielony. Po wojnie wyemigrował do Kanady.

### Życie prywatne
Jego żoną była Zofia z domu Wiewiórska – pielęgniarka.
Został pochowany w części rzymskokatolickiej Starego Cmentarza w Łodzi.

## Odznaczenia
- Krzyż Walecznych,
- Medal Lotniczy (3-krotnie),
- Odznaka za Rany i Kontuzje[1].